# Coloma Rosselló i Miralles
Coloma Rosselló i Miralles   (Palma, 1871 - Palma, 17 d'abril de 1955) va ser una escriptora mallorquina.
Provinent d'una família benestant, rebé una educació avançada i mantingué correspondència amb Carme Karr o Víctor Català, entre d'altres. En períodes d'estiueig va fer llargues estades a Valldemossa, o fins i tot hi arribà a viure, en una cel·la de la seva propietat a la Cartoixa. En períodes de dificultats econòmiques muntà un taller de brodats fins, que després assumiren dues de les seves filles.
Va publicar articles en revistes com Feminal, Mercurio, Novedades o La Actualidad, de Barcelona; i El Gràfico, de Buenos Aires.
És autora de Valldemosines (1911), recull de nou contes amb protagonistes  femenines, que s'esdevenen a Valldemossa. I Valldemossa y Miramar (1910), una obra en castellà, que també s'edità en francès (al 1915), i que és una guia histórico-descriptiva per a visitants. Va escriure també dues obres teatrals i dues novel·les: Asprors, en català, i Salve Regina, en castellà, totes dues inèdites. El recull literari Valldemosines, dedicat a l'arxiduc Lluís Salvador, pot situar-se entre un cert Modernisme, per tal com en els seus textos hi ha una visió de l'ésser humà més aviat crua, no gens idealitzada, i l'Escola Mallorquina, en la mesura que aquests contes recullen una idealització del paisatge i de la natura.
Estigué casada amb el polític liberal Narcís Sans Masferrer, empordanès, i tingué quatre fills: Elvir, Isabel, Maria i Xavier.